# Catharina Oostfries
Catharina Oostfries, död 1708, var en nederländsk konstnär.
Hon är känd för sina glasmålningar. 